# Desa Pandean (administrativ by i Indonesien, Jawa Timur, lat -7,62, long 112,82)
Desa Pandean är en administrativ by i Indonesien.   Den ligger i provinsen Jawa Timur, i den västra delen av landet, 700 km öster om huvudstaden Jakarta.